# ヴァシーリー・ミシン
ヴァシーリー・ミシン（ロシア語: Васи́лий Па́влович Ми́шин, Vasily Pavlovich Mishin, 1917年1月18日 - 2001年10月10日）は、ソビエト連邦の技術者でロケットのパイオニアである。

## 経歴
ミシンはソビエト連邦のロケット科学者で、第二次世界大戦末期にナチスのV2ロケット施設を視察した初めてのソビエト人専門家である。セルゲイ・コロリョフの主席補佐として、長年に渡りコロリョフと共にソビエト連邦初の大陸間弾道ミサイルR-7をはじめ、人工衛星スプートニク、有人宇宙船ボストーク、ソユーズのプログラム開発等を手掛けた。
1966年にコロリョフが急死するとミシンは第1設計局（OKB-1 現 S.P.コロリョフ ロケット&スペース コーポレーション エネルギア）の主任設計者となった。彼は資金の不足、ソ連政府・共産党の不安定な支持、他の設計局・主任設計者との対立等といった数々の困難の中、N-1ロケットによる人類の月面着陸に挑戦したが、成功させることはできなかった。
ミシンは1974年に主任設計者を引退したが、その後もモスクワ航空大学のロケット部門の長として、教育や研究の活動を続けた。なお、第1設計局は｢NPOエネルギア」と改称され、コロリョフのライバルであったヴァレンティン・グルシュコへ引き継がれることとなった。
ミシンはソビエト連邦の宇宙開発への貢献から、社会主義労働者英雄を受章している。